# Кіберократія
У футурології кіберократія описує гіпотетичну форму правління, яка керує за допомогою ефективного використання інформації. Точна природа кіберократії в значній мірі спекулятивна, оскільки наразі не було кіберократичних урядів, однак у багатьох розвинених країнах можна знайти все більшу кількість кіберократичних елементів управління. Теорія кіберократії здебільшого заснована на роботі Девіда Ронфельдта, який опублікував кілька статей з цієї теорії. Деякі джерела ототожнюють кіберократію з алгоритмічним управлінням, хоча алгоритми не є єдиним засобом обробки інформації.

## Огляд
Кіберократія від коренів «кібер-» і «-кратія» означає правління через інформацію, особливо при використанні взаємопов'язаних комп'ютерних мереж. Концепція передбачає інформацію та її контроль як джерело влади і розглядається як наступний етап політичної еволюції.
Фундаментальною особливістю кіберократії буде швидка передача відповідної інформації від джерела проблеми до людей, які можуть вирішити цю проблему, швидше за все, через систему взаємопов'язаних комп'ютерних мереж та автоматизованого програмного забезпечення для сортування інформації за рішенням людини. виробників залучають до використання лише у випадку незвичайних проблем, проблемних тенденцій або через процес оскарження, який проводить особа. Кіберократія — це функціональна антитеза традиційної бюрократії, яка інколи, як відомо, страждає від володіння, повільності та переліку інших неприємних якостей. Бюрократія направляє та обмежує потік інформації через певні канали, які з'єднують окремі точки, тоді як кіберократія передає обсяги інформації, доступні багатьом різним сторонам. Крім того, бюрократія застосовує крихкі методи, такі як програми та бюджети, тоді як кіберократія є більш адаптивною, зосереджуючись на управлінні та культурному контексті. Зрештою, кіберократія може використовувати штучний інтелект(AI) як адміністрацію, якщо AI, як глава держави, не приведе до повстання машин.
На думку Ронфельдта і Вальди, ще зарано визначити точну форму кіберократії, але вона може призвести до нових форм традиційних систем управління, таких як демократія, тоталітаризм та гібридні уряди. Зазначається, що кіберократія все ще є спекулятивною, оскільки наразі не існує кіберкратичного уряду, хоча визнається, що деякі з його компонентів уже прийняті урядами ряду розвинених країн.

## Приклади
Хоча результат або результати кіберократії все ще важко визначити, є ті хто посилається на те, що вона призведе до нових форм урядових і політичних систем. Особливо на чолі появи нових сенсорних апаратів, мережевого суспільства та способів мережевого управління. Однак є конкретні приклади, які можуть продемонструвати цей футуристичний уряд. Службу безпеки НДР Штазі можна вважати прототипом кіберкратичної організації. Штазі зібрала записи про шість мільйонів людей, це трохи більше третини всього населення Східної Німеччини, але відсутність у них комп'ютерів для сортування файлів змушувала їх захлинутися власною файловою системою, тим самим мале місце не ефективне використання інформації. Кіберкратичний уряд мав би змогу швидко й ефективно керувати справами всього народу країни, як і іноземцями, що мають до нього стосунок.
Список заборонених польотів є прикладом прототипу кіберкратичного елемента. Він здебільшого хибнопозитивний, що є його основним недоліком. Багатокористувацькі конференції в текстовому режимі через Інтернет (IRC) та різні інтернет-форуми також є прикладами кіберкратичного суспільства.

## Подальше читання
- Anderson, Walter Truett (2003). All Connected Now. ISBN 9780813341545.
- Ari-Veikko Anttiroiko; Matti Malkia, ред. (2007). Encyclopedia of Digital Government. ISBN 9781591407904. Архів оригіналу за 2 травня 2019. Процитовано 29 травня 2022.